# Arthur Porritt

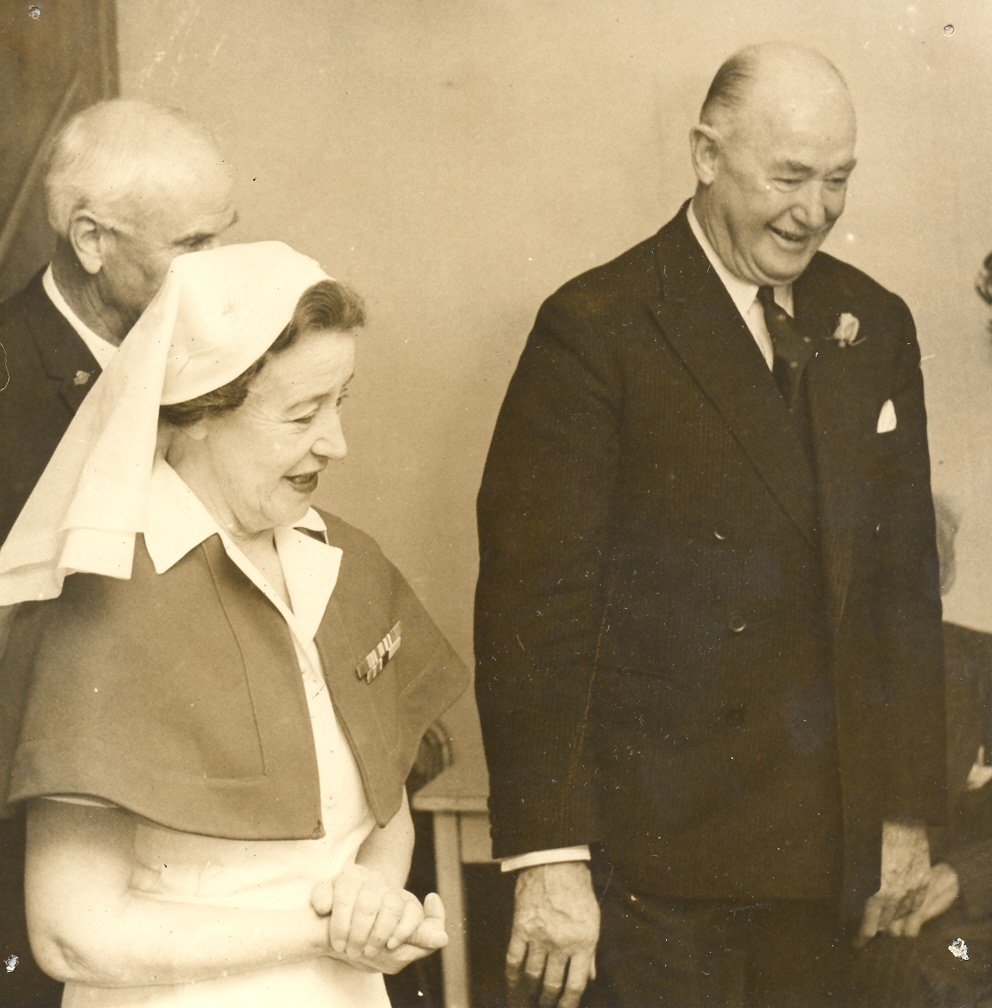
Arthur Porritt beim Besuch eines Kriegsveteranenheims, 1969

Arthur Porritts Wappen

Arthur Espie Porritt, Baron Porritt, GCMG, GCVO, CBE (* 10. August 1900 in Whanganui; † 1. Januar 1994 in London) war ein neuseeländischer Arzt, Politiker und Leichtathlet. Er gewann bei den Olympischen Sommerspielen 1924 eine Bronzemedaille im 100-Meter-Lauf und war von 1967 bis 1972 Generalgouverneur von Neuseeland.

## Biografie
Porritts Mutter starb 1914 und sein Vater ging bald darauf nach Europa, um im Ersten Weltkrieg zu kämpfen. Porritt begann 1920 an der University of Otago ein Medizinstudium. 1923 erhielt er ein Rhodes-Stipendium und setzte sein Studium von 1924 bis 1926 am Magdalen College der Universität Oxford fort.
Der begabte Leichtathlet vertrat Neuseeland bei den Olympischen Sommerspielen 1924 in Paris. Dort gewann er im 100-Meter-Lauf die Bronzemedaille. Über 200 Meter gewann er zwar zwei Vorläufe, schied jedoch mit einem fünften Platz im Halbfinale aus. Das 100-Meter-Rennen war die Schlüsselszene des 1981 gedrehten Films „Die Stunde des Siegers“. Wegen Porritts Bescheidenheit wurde im Film der Gewinner der Bronzemedaille durch den fiktiven Charakter „Tom Watson“ ersetzt. Porritt reiste zu den Olympischen Sommerspielen 1928 in Amsterdam an, konnte aber beim 100-Meter-Lauf wegen einer Verletzung nicht teilnehmen.
Nach seinem Rücktritt von der Leichtathletik war Porritt Teamchef der neuseeländischen Mannschaft bei den British Empire Games 1934 in London und Olympischen Sommerspielen 1936 in Berlin. Von 1934 bis 1967 war er Mitglied des Internationalen Olympischen Komitees. (IOC). Zudem war er von 1961 bis 1967 der erste Präsident der Medizinischen Kommission des IOC.
Ab 1926 arbeitete er als Chirurg am St Mary’s Hospital in London und im selben Jahr wurde er Hausarzt des Duke of York, der später als Eduard VIII. zum britischen König gekrönt wurde. Von 1952 bis 1967 war er auch Hausarzt von Königin Elisabeth II. Er wurde 1950 ihm die Ritterwürde eines Knight Commander des Order of St Michael and St George verliehen und erhielt 1963 den erblichen Adelstitel eines Baronet, of Hampstead in the County of London. 1973 wurde er zu einem Life Peer als Baron Porritt, of Whanganui in New Zealand und of Hampstead in Greater London, erhoben.
Während des Zweiten Weltkriegs war Porritt Brigadier im Royal Army Medical Corps. Er diente in Frankreich bis nach der Schlacht von Dünkirchen, danach in Ägypten; außerdem war er an der Operation Neptune in der Normandie beteiligt. 1960 wurde Porritt Präsident der British Medical Association (britischer Ärzteverband) und des Royal College of Surgeons (königliche Chirurgenschule). 1967 wurde Porritt zum Generalgouverneur von Neuseeland ernannt. Er war damit der erste Gouverneur, der in Neuseeland geboren wurde. Nach Ende seiner Amtszeit 1972 kehrte er wieder nach Großbritannien zurück.
Am Neujahrstag 1994 starb er in London im Alter von 93 Jahren. Sein Sohn Jonathon Porritt ist ein bekannter Umweltschutzaktivist und beerbte ihn als 2. Baronet.